# 相磯貞三
相磯 貞三（あいそ ていぞう、1908年3月28日 - 1960年4月13日）は、日本の国文学者。
静岡県出身。國學院大學文学部国文科卒。1960年「記紀歌謡論」で國學院大学文学博士。慶應義塾大学文学部教授。52歳で死去。

## 著書
- 『記紀歌謡新解』厚生閣 1939
- 『記紀万葉に於ける御歴代の聖業』厚生閣 1942
- 『防人文学の研究』厚生閣 1943
- 『近世小説史 [第1] (上方編)』世界書院 1954
- 『近世小説史 [第2] (江戸篇)』朝日出版社 1956
- 『記紀歌謡論』思文閣 1960
- 『記紀歌謡全註解』有精堂出版 1962

### 校注
- 本居宣長『新古今集美濃の家つと』校註 狩野書房 日本古典註釈文庫 1948